# فرودگاه بالگردگاه کولرسواک
فرودگاه بالگردگاه کولرسواک  (به انگلیسی: Kullorsuaq Heliport) یک فرودگاه همگانی است . این فرودگاه در کشور گرینلند قرار دارد .